# Васілевс Константінос
«Васілевс Константінос» — лінкор типу «Бретань», будівництво якого в 1914 році для ВМС Греції, але так і не був завершений.

## Будівництво та особливості конструкції
У 1913 році грецький уряд наказав придбати свої перші два дредноути «Саламіс» і «Васілевс Константінос». У той час як перший планували побудувати в Німеччині за німецьким проєктом, другий вирішили побудувати у Франції, обравши тип «Бретань». Замовлення французької верфі було зроблено у квітні 1914 р.
Будівництво кіля «Васілевс Константінос» почалося в червні 1914 на верфі у Сен-Назері. Офіційна церемонія відбулася 13 червня 1914 р. в присутності грецького морського міністра М. А. Романоса і грецький військово-морського аташе. Основна артилерія цього корабля мала бути такою ж як і в інших лінкорів типу, а саме 10 340-мм гармат, побудованих французами, тоді як допоміжна артилерія мала бути доповнена 12 додатковими 76-мм гарматами британського виробництва, які мали надійти з Ковентрі Вартість цього корабля мала становити 59 300 000 франків, а корабель мав бути завершений за 27 місяців. Корабель також оснащувався чотирма 450-мм торпедними апаратами.
Роботи над кораблем перервав початок Першої світової війни і вони ніколи не були відновлені, оскільки після розпаду Османської імперії Греція втратила інтерес до придбання лінкорів.